# Jill Roord
Jill Jamie Roord (ur. 22 kwietnia 1997 w Oldenzaal) – holenderska piłkarka występująca na pozycji pomocniczki w angielskim klubie Manchester City oraz w reprezentacji Holandii. Wychowanka FC Twente, w trakcie swojej kariery grała także w takich zespołach jak Bayern Monachium oraz Arsenal.